# Riardo
Riardo község (comune) Olaszország Campania régiójában, Caserta megyében.

## Fekvése
A megye központi részén fekszik, Nápolytól 50 km-re északra, Caserta városától 25 km-re északnyugati irányban. Határai: Pietramelara, Pietravairano, Rocchetta e Croce, Teano és Vairano Patenora.

## Története
A települést a longobárd időkben alapították (8-9. század) valószínűleg egy római kori település helyén. A következő századokban nemesi birtok volt. A 19. században nyerte el önállóságát, amikor a Nápolyi Királyságban felszámolták a feudalizmust.

## Népessége
A népesség számának alakulása:

## Főbb látnivalói
- Castello (a település középkori vára)
- San Leonardo-templom